# Miroku (Inuyasha)
Miroku je fiktivní postava z anime a manga série Inuyasha od Rumiko Takahashi.

## Život
Je to mnich, mající neobvyklé prokletí. V jeho pravé ruce má díru (Kazána, též větrný tunel), který vycucne všechno, co se dostane do jeho blízkosti, pokud není zapečetěn. Toto prokletí se dědí už od jeho dědečka, kterému ho udělal Naraku. Jeho otec zemřel, protože ho vysál jeho vlastní větrný tunel. Nakonec by byl Miroku také vysát, pokud by nezničil Naraka a kletbu tím nezrušil. Je jedním z členů skupiny bojující proti Narakovi.
Miroku potká InuYashu a jeho přátele na cestě z města, kde podvedl bohatého muže o peníze. Zatímco se koupe v horkém prameni, spatří nahou Kagome a vyleze z vody. Zjistí, že má střípky Klenotu čtyř duší a ukradne je spolu s jejím kolem s pomocí jeho přítele Hachiho(mývalího démona). InuYasha a Kagome je chytí a InuYasha je napadne, ale Miroku použije větrný tunel a unikne. Kagome pochopí, že Miroku jí nechce ublížit, jen využít jejích schopností při hledání fragmentů. Miroku vysvětluje svojí situaci a InuYasha mu neochotně dovolí se k nim přidat.
Miroku se ptá mnoha žen,které potká, zdali by mu nepovily dítě. Dělá to proto, kdyby selhal při zabití Naraka, aby jeho syn mohl pokračovat v rodinné misi. Navzdory jeho dobrému vzhledu a povaze, jsou jeho nejhorší neřestí chlípnost, výslovná nestoudnost, lichocení a osahávání žen, se kterými právě flirtuje.
Faktem je, že chlípnost se v jeho rodině dědí z generace na generaci. Jeho dědečka oklamal Naraku, když se přeměnil na krásnou ženu. Tak na něj seslal prokletí v podobě větrného tunelu. Navzdory tomu, Miroku pokračuje v jeho stopách. Ironií osudu je, že v jedné epizodě se stejným způsobem nechal nalákat do nebezpečí, kdy se při boji jeho větrný tunel poškodil a musel být opraven u jeho starého mistra Mushina.